# 稀府駅
稀府駅（まれっぷえき）は、北海道伊達市南稀府町（みなみまれふちょう）にある北海道旅客鉄道（JR北海道）室蘭本線の駅である。駅番号はH36。電報略号はマレ。事務管理コードは▲130308。

## 歴史

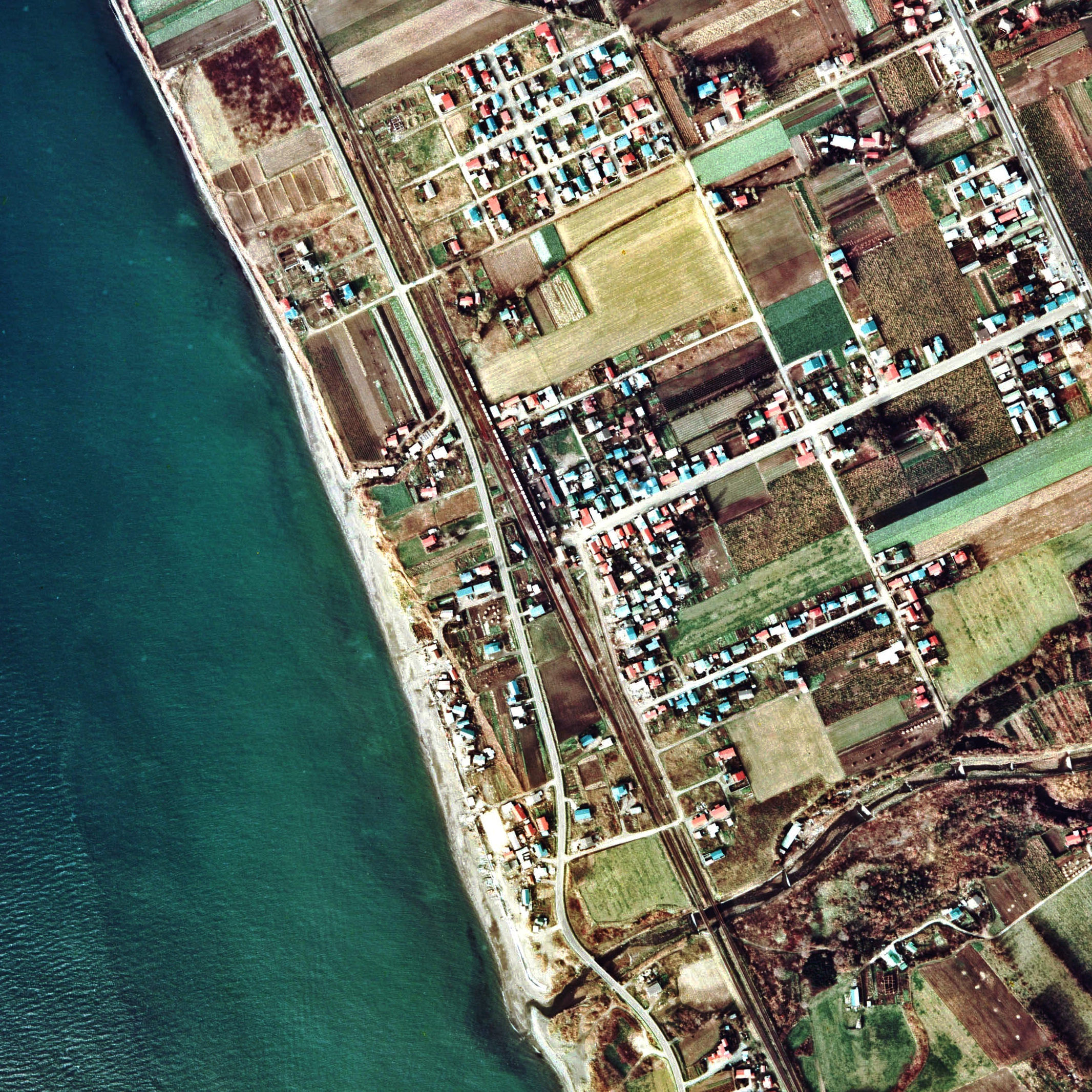
1976年の稀府駅と周囲約1km範囲。下が東室蘭方面。構内は長万部方が長く、黄金駅と似ているが、当駅から長和駅までは単線区間となる。DD51に率いられた下りコンテナ貨物が待機中。

- 1925年（大正14年）8月20日：鉄道省長輪東線輪西駅（現・東室蘭駅） - 伊達紋別駅間開通に伴い開業[1][3]。一般駅[1]。
- 1928年（昭和3年）9月10日：線路名を長輪線に改称、同線の駅となる。
- 1931年（昭和6年）4月1日：長輪線を室蘭本線に編入、それに伴い同線の駅となる。
- 1962年（昭和37年）1月15日：貨物取扱い廃止[1]。
- 1980年（昭和55年）5月15日：荷物取扱い廃止[1]。駅員無配置駅となる[4]。
- 1987年（昭和62年）4月1日：国鉄分割民営化によりJR北海道に継承[1]。
- 1988年（昭和63年）：駅舎改築。
- 2009年（平成21年）10月1日：簡易委託廃止、完全無人化。

### 駅名の由来
所在地名より。永田方正はアイヌ語で「イチゴある所」を意味する「エマウリオマレㇷ゚（emawri-omarep）」から、としているが、山田秀三は幕末の探検家松浦武四郎が『東蝦夷日誌』には「イマリマリフ。鮭場なり。名義、泳ぐ形云なり。」と記していることなどから検討がいる、としている。なお、1973年（昭和48年）に国鉄北海道総局が発行した『北海道　駅名の起源』では、永田と同様の説を紹介している。
なお地名（北稀府町・中稀府町・南稀府町）における「稀府」のよみは「まれふ」となっている。

## 駅構造
単式ホーム・島式ホーム複合型の2面3線を有する地上駅。ただし島式ホームの駅舎側の1線（2番線、中線）は1983年（昭和58年）時点では上下線共用で使用されていたが、1993年（平成5年）時点で側線扱いとなっている。互いのホームは駅舎側単式ホーム北側と島式ホーム北側を結んだ構内踏切で連絡している。ほかに1番線側（駅舎側、下り線）に岩見沢方から分岐した旧貨物側線である短い保線車両の留置線を1線有し、3番線に安全側線を有している。
2009年9月30日までは簡易委託駅であったが（窓口営業時間7時30分 - 14時30分）、現在は無人駅となっている。駅舎は線路の東側（陸側・岩見沢方面に向かって左側）に位置し単式ホームに接している。有人駅時代の駅舎は改築され、明り採りの窓を配し内部に山小屋風の木組みを現した構造を有する駅舎となっている。駅舎内にトイレを有する。
長和駅より当駅までは単線区間、当駅より三川駅までは複線区間となっている。

### のりば
| 番線 | 路線      | 方向     | 行先             |
| ---- | --------- | -------- | ---------------- |
| 1    | ■室蘭本線 | 下り     | 東室蘭・室蘭方面 |
| 2    | ■室蘭本線 | （側線） | （側線）         |
| 3    | ■室蘭本線 | 上り     | 豊浦・長万部方面 |

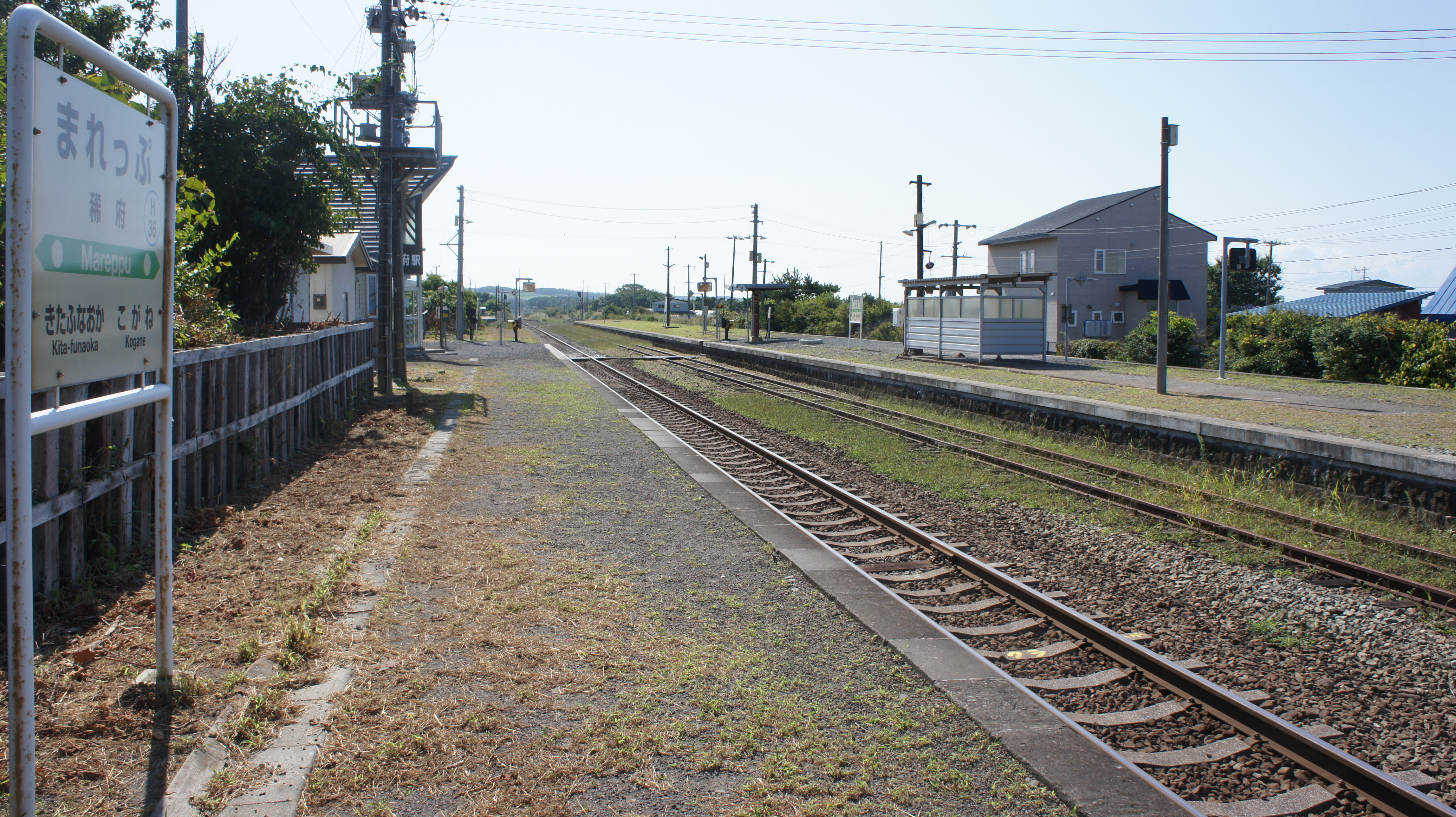
ホーム（2017年9月）
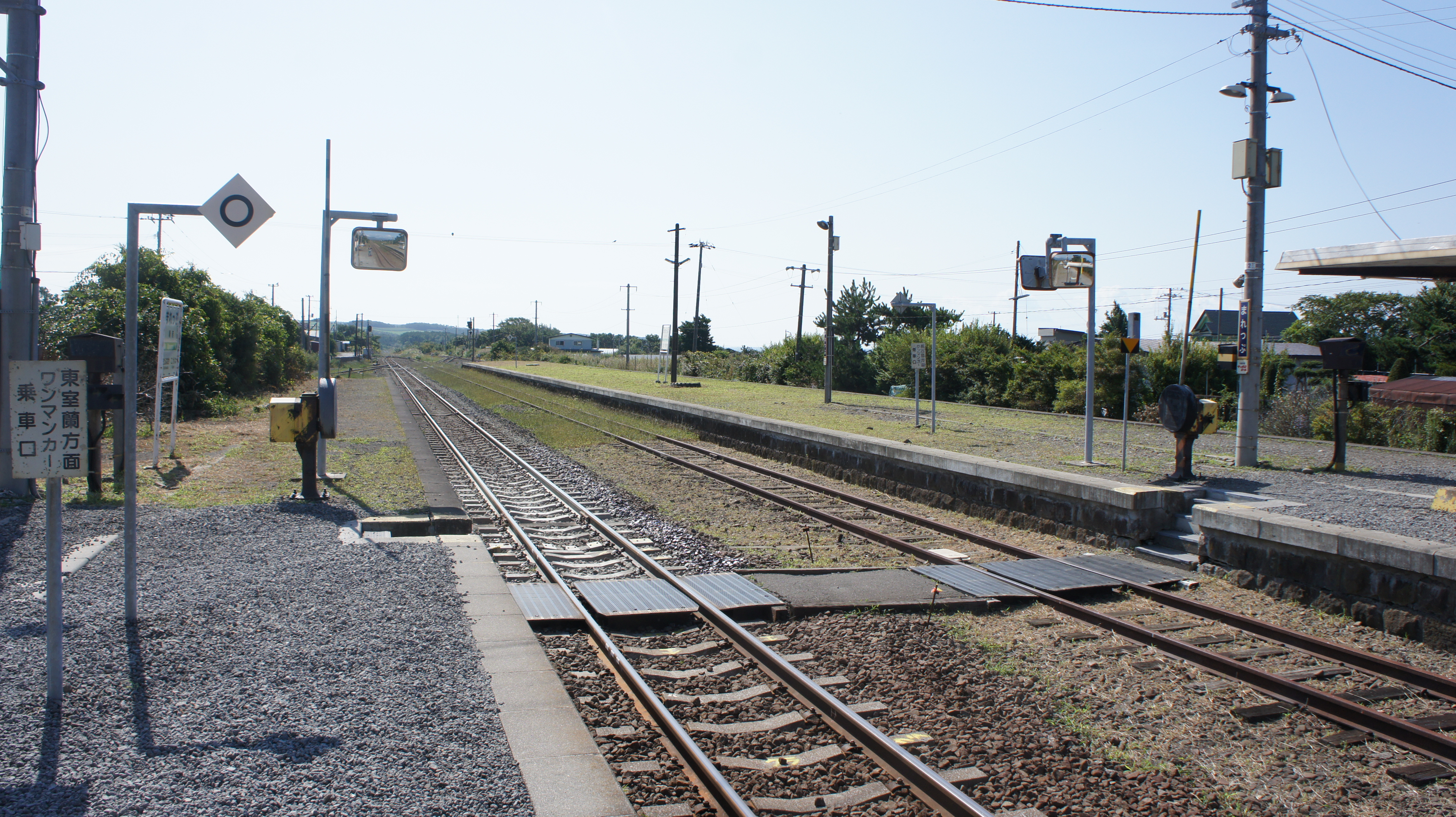
構内踏切（2017年9月）
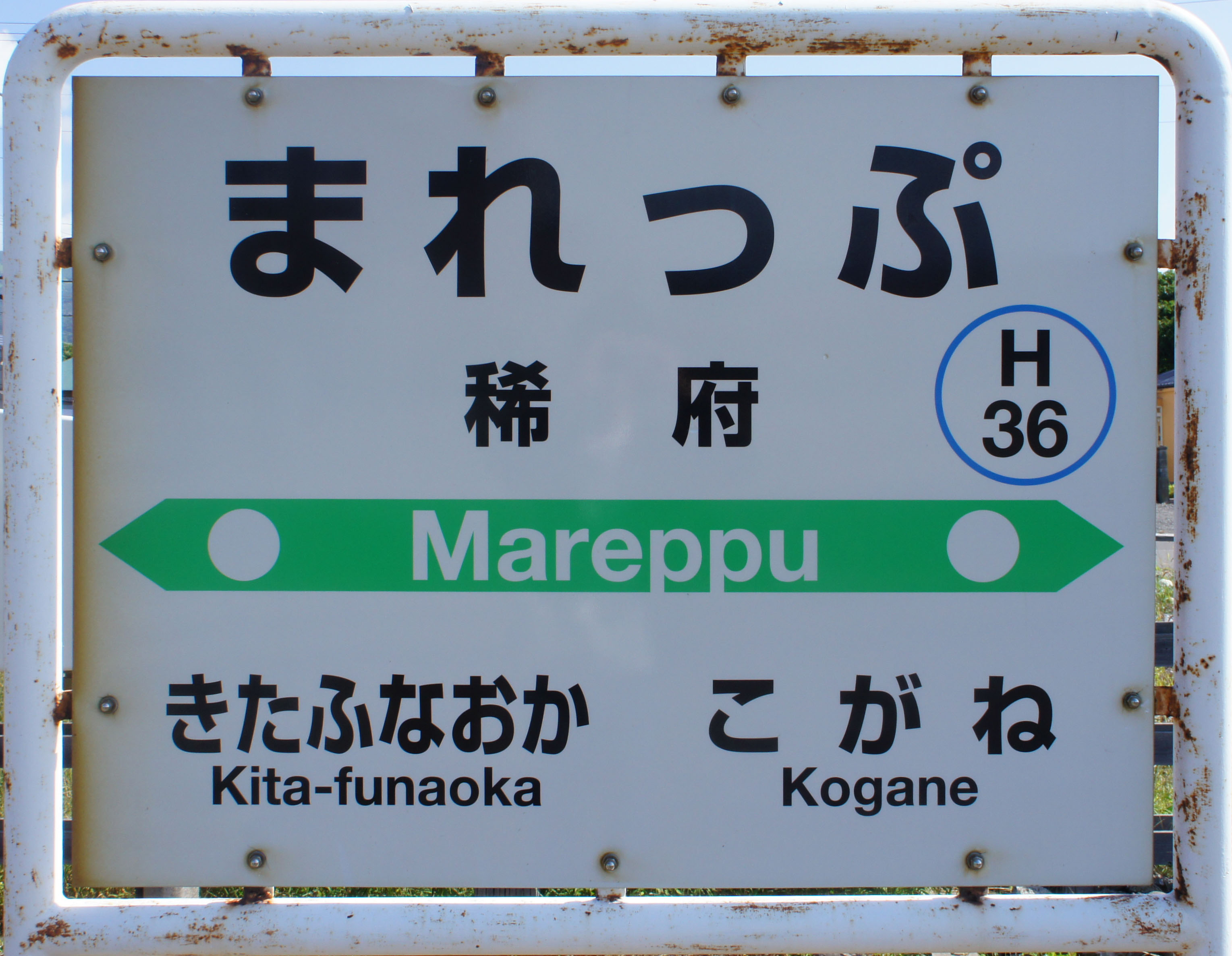
駅名標（2017年9月）

## 利用状況
- 1981年度（昭和56年度）の1日平均乗降人員は171人[8]。
- 1992年度（平成4年度）の1日平均乗降人員は508人[9]。

1日の平均乗降人員は以下の通りである。
| 乗降人員推移 | 乗降人員推移 |
| 年度         | 1日平均人数  |
| ------------ | ------------ |
| 2011         | 400          |
| 2012         | 372          |
| 2013         | 350          |
| 2014         | 382          |

## 駅周辺
- 北海道道1057号稀府停車場線
- 稀府郵便局
- 内浦湾
- 国道37号
- 伊達市立稀府小学校
- 伊達市立達南中学校
- 北海道伊達緑丘高等学校
- 鷲別岳
- 牛舎川
- 道南バス「南稀府」停留所（国道37号線沿い）

## 隣の駅
北海道旅客鉄道（JR北海道）
■室蘭本線
北舟岡駅 (H37) - 稀府駅 (H36) - 黄金駅 (H35)